# The Tiger Cub
The Tiger Cub è un cortometraggio muto del 1915 di cui non si conosce il nome del regista. Il soggetto si deve a Emma Bell.

## Produzione
Il film fu prodotto dalla Selig Polyscope Company.

## Distribuzione
Distribuito dalla General Film Company, il film - un cortometraggio in una bobina - uscì nelle sale cinematografiche statunitensi il 26 giugno 1915.